# Сергеева, Нина Юрьевна
Нина Юрьевна Сергеева — советский хозяйственный, государственный и политический деятель.

## Биография
Родилась в 1918 году в Луганске. Член КПСС.
По ее словам, родилась в рабочей семье, отец долгие годы был прикован к постели, и семья (Нина, ее мать и сестра) за ним ухаживали. 
Окончила Московский юридический институт в 1939 г. и аспирантуру Института права Академии наук СССР (г. Москва) в 1941 г.
Начиная с 1941 г. трудилась юрисконсультом Всесоюзного объединения «Разноэкспорт» (г. Москва).
В 1942—1944 гг. — судья Москворецкого районного народного суда г. Москвы. В 1944—1950 гг.— член Московского областного суда. В 1950—1952 гг. — заместитель председателя Московского областного суда. В 1952—1957 гг. — член Верховного Суда РСФСР. 
С 1957 г. вплоть до отставки в апреле 2003 г. занимала пост заместителя председателя Верховного суда РСФСР, в дальнейшем — Российской Федерации. 
Заслуженный юрист РФ.
Помимо судебной работы занималась законотворческой деятельностью. Также была председателем Международной ассоциации женщин-юристов.
Умерла 9 октября 2003 года.